# Bétis
Pour les articles homonymes, voir Betis.
Bétis est le commandant perse de la place forte de Gaza qui tente de résister à Alexandre le Grand à la fin de l'année 332 av. J.-C. lors du siège de la ville. Il est un enuque.

## Biographie
Au service du souverain achéménide Darius III, Bétis décide de résister à Alexandre alors en la route vers l'Égypte, après la prise de Tyr. Avec l'aide de contingents perses et de mercenaires arabes, il résiste huit semaines environ. À la prise de la ville, l'ensemble des défenseurs sont massacrés, les femmes et les enfants vendus comme esclaves
Le conquérant, irrité de sa résistance, le fait attacher à un char et traîner autour de la ville, selon les récits d'Arrien et de Quinte-Curce, 
à l'imitation de la conduite d'Achille envers Hector.
Montaigne évoque Bétis dans Les Essais, I, 1, Par divers moyens on arrive à pareille fin.

## Source
Cet article comprend des extraits du Dictionnaire Bouillet. Il est possible de supprimer cette indication, si le texte reflète le savoir actuel sur ce thème, si les sources sont citées, s'il satisfait aux exigences linguistiques actuelles et s'il ne contient pas de propos qui vont à l'encontre des règles de neutralité de Wikipédia.